# Заґони (Поморське воєводство)
Заґони (пол. Zagony) — село в Польщі, у гміні Тухоме Битівського повіту Поморського воєводства.
Населення — 101 особа (2011).
У 1975-1998 роках село належало до Слупського воєводства.

## Демографія
Демографічна структура станом на 31 березня 2011 року:
|          | Загалом | Допрацездатний вік | Працездатний вік | Постпрацездатний вік |
| -------- | ------- | ------------------ | ---------------- | -------------------- |
| Чоловіки | 49      | 13                 | 34               | 2                    |
| Жінки    | 52      | 9                  | 35               | 8                    |
| Разом    | 101     | 22                 | 69               | 10                   |